# Willem van den Blocke

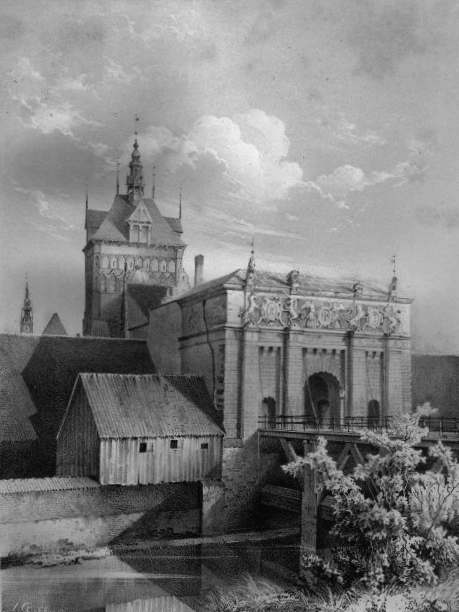
Brama Wyżynna w Gdańsku – stan przed rozbiórką wałów (rys. Julius Greth, 1855)

Willem van den Blocke (ur. ok. 1550 w Mechelen, zm. 18 stycznia 1628 w Gdańsku) – rzeźbiarz i architekt pochodzenia flamandzkiego, reprezentant stylu manierystycznego.

## Życie prywatne
Ojciec, Franciszek van den Blocke, prawdopodobnie także był rzeźbiarzem. Być może bratem Willema był Egidiusz (Aegidius) van den Blocke, który już 6 czerwca 1573 uzyskał w Gdańsku prawo wykonywania zawodu rzeźbiarza.
Willem ożenił się z Dorotą Wolff. Miał liczne potomstwo, z którego znanych jest siedmioro dzieci: Abraham – rzeźbiarz, Jakub – mistrz ciesielski, Izaak i Dawid – malarze, Katarzyna, Zuzanna i trzecia córka nieznana z imienia.
Willem van den Blocke był anabaptystą, co często utrudniało mu życie.

## Działalność przed przybyciem do Gdańska
Praktykował w pracowni Cornelisa Florisa w Antwerpii. Około 1569 przybył do Królewca, gdzie wraz z grupą rzeźbiarzy z kręgu Florisa pracował nad wielkim posągiem księcia Albrechta, ustawionym w tamtejszej katedrze w 1571. W 1581 wykonał w tej samej katedrze nagrobek księżnej Elżbiety, pierwszej żony księcia Jerzego Fryderyka, zmarłej w 1578. Następnie opuścił Królewiec i w latach 1581–1583 pracował nad nagrobkiem Krzysztofa Batorego, brata króla Polski. Nie wiadomo, gdzie wówczas przebywał, ale z początkiem 1584 osobiście udał się do Gyulafehérvár w Siedmiogrodzie i zmontował gotowy pomnik w tamtejszym kościele.

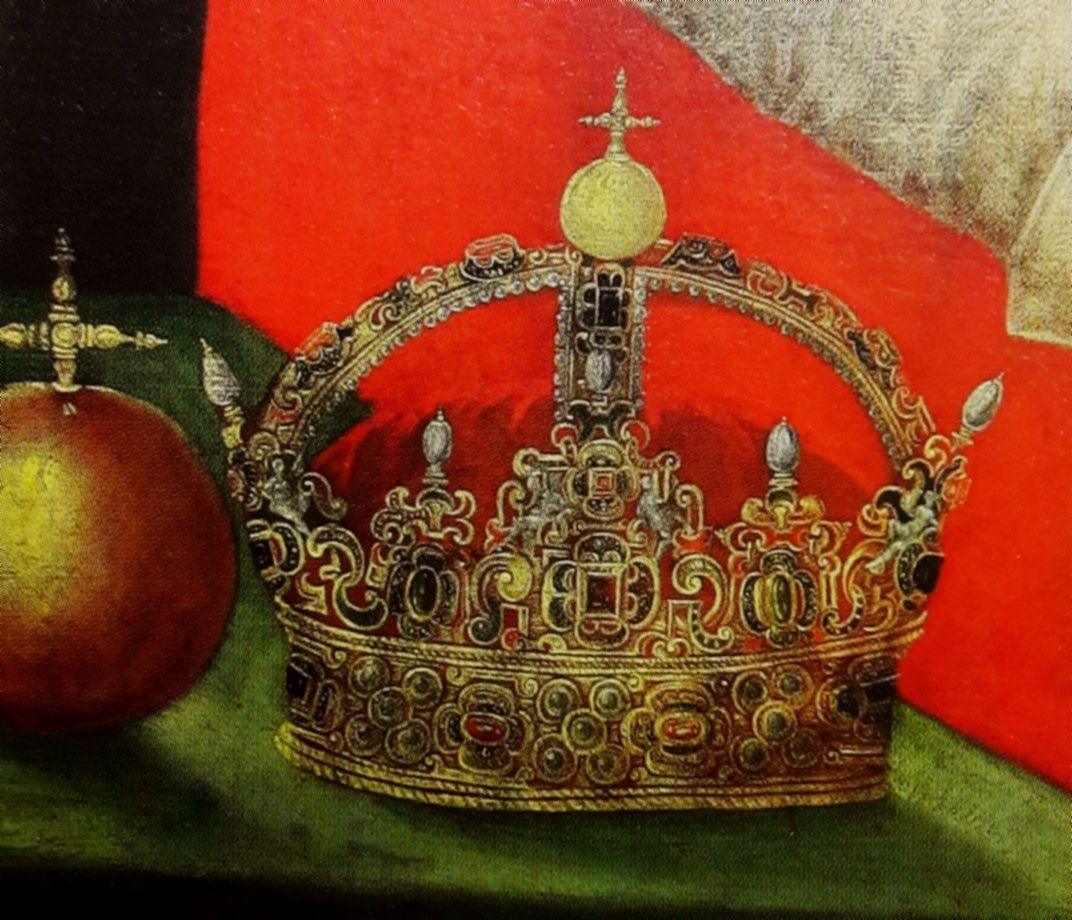
Manierystyczna korona królewska wykonana najprawdopodobniej dla Stefana Batorego według projektu Willema van den Blocke, ok. 1584

Wpływy Florisa w twórczości van den Blocke widoczne są nie tylko w ogólnych schematach kompozycyjnych. Do wypracowanych przez Florisa układów figur czy ornamentu van den Blocke chętnie stosował florisowską kolistą wić roślinną jako jeden z motywów ornamentalnych.

## Działalność w Gdańsku
18 czerwca 1584 rzeźbiarz przybył do Gdańska, zaopatrzony w rekomendację króla Stefana Batorego. Dzięki królewskiemu poparciu otrzymał korzystne warunki uprawiania zawodu, mimo braku obywatelstwa miejskiego i przynależności do cechu. Wiadomo, że spotykały go nieprzyjemności ze strony cechu, wobec czego Rada Miasta w 1590 musiała potwierdzić artyście otrzymane wcześniej przywileje.
Największym dziełem w Gdańsku była budowa Bramy Wyżynnej, zrealizowana do 1588. Poza tym tworzył epitafia i pomniki nagrobne. Przypisuje mu się też autorstwo detali kamieniarskich niektórych domów mieszczańskich w Gdańsku, Toruniu i Elblągu.

## Zachowane dzieła
- epitafium Edwarda Blemkego w kościele Mariackim w Gdańsku, 1591.
- nagrobek starosty różańskiego i makowskiego Jędrzeja Noskowskiego zmarłego w 1591 roku znajdujący się w kościele pod wezwaniem Bożego Ciała w Makowie Mazowieckim. Nagrobek został poddany renowacji na przełomie lat 2019 / 2020.[3]
- nagrobek Jana III Wazy w katedrze w Uppsali, 1593–1596; aż do 1782 pozostawał w Wielkiej Zbrojowni w Gdańsku, a na miejscu przeznaczenia zestawiono go dopiero 1817–1818.
- nagrobek Ture Nilssona Bielke i jego żony Margarety Svantesdotter Sture w katedrze w Linköping, ok. 1615.

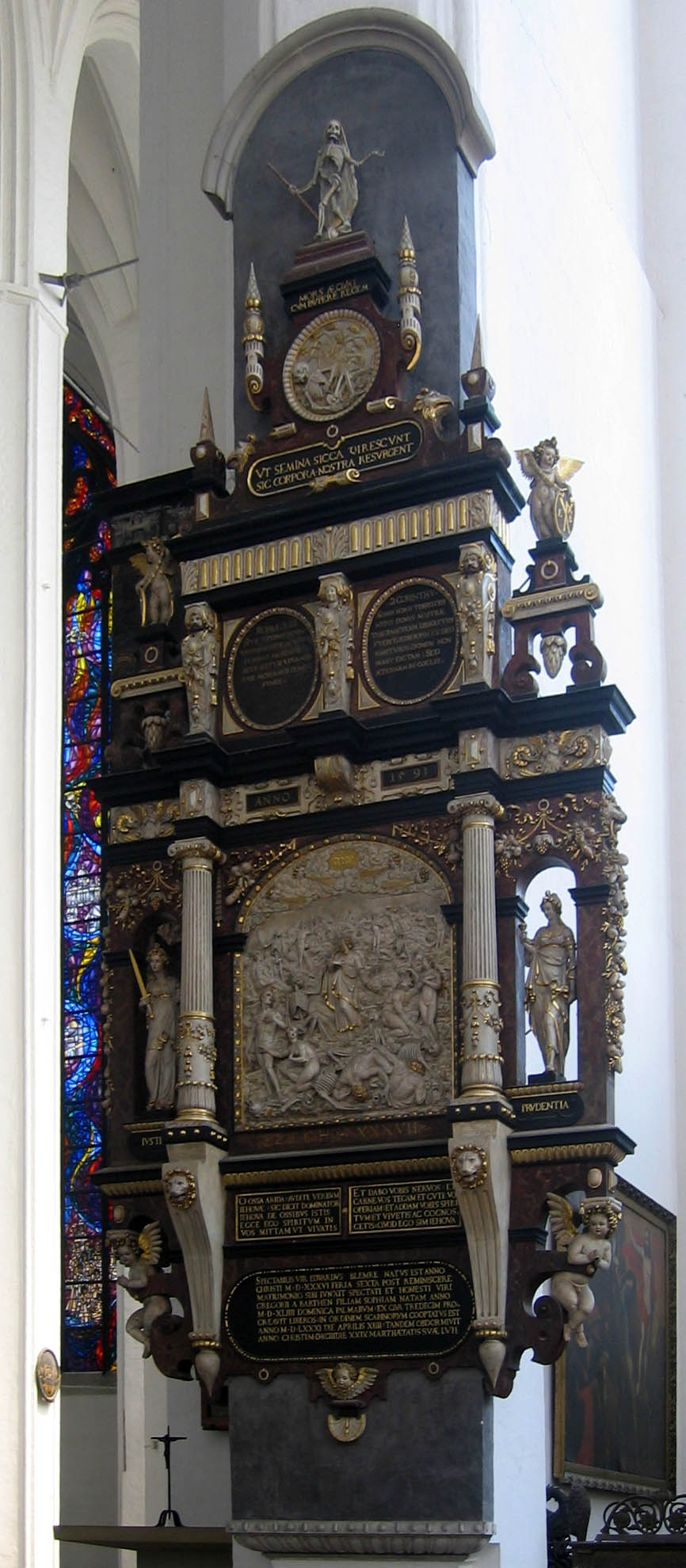
Epitafium Blemkego w bazylice Mariackiej w Gdańsku.
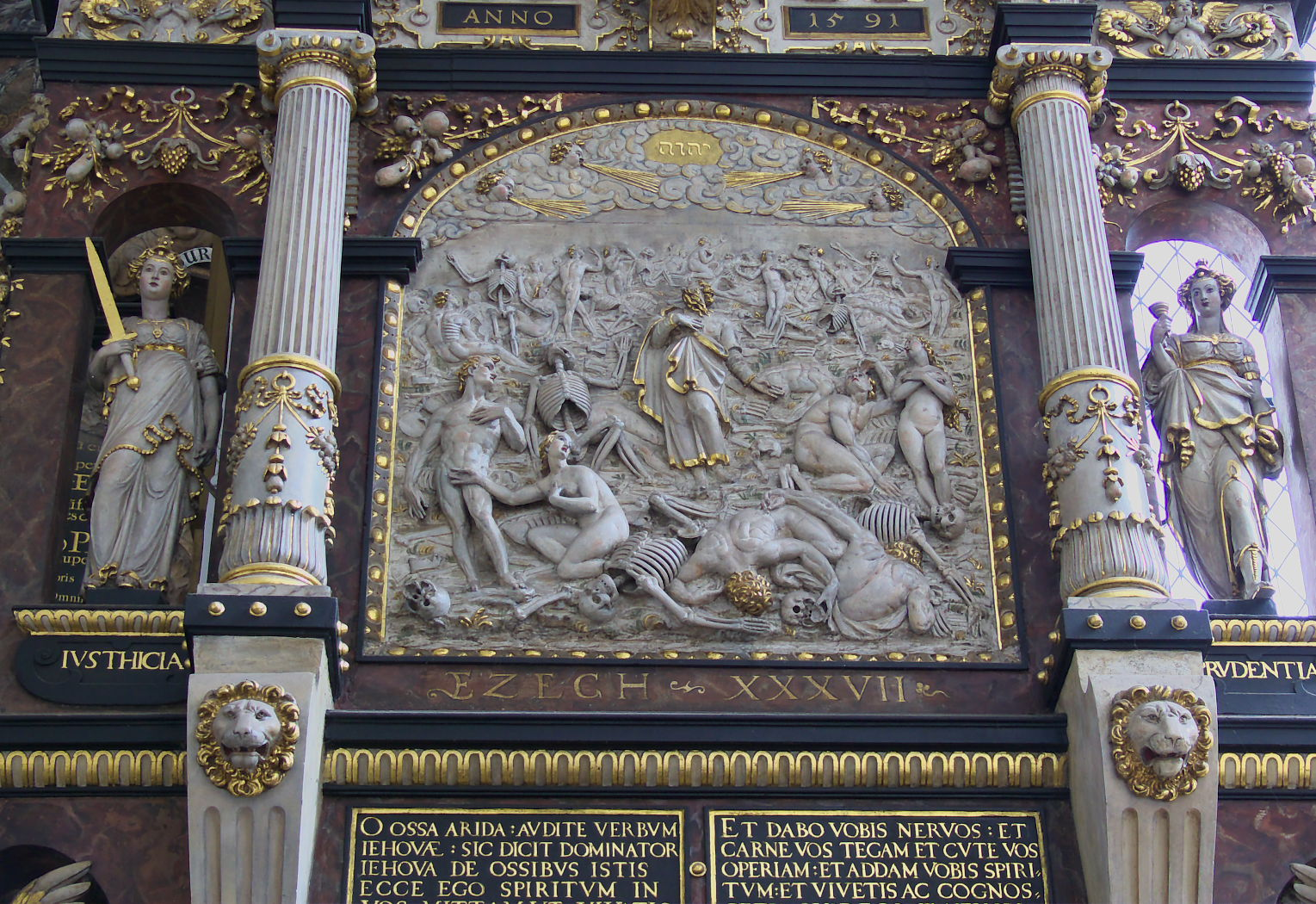
Epitafium Blemkego fragment ze sceną z Księgi Ezechiela, rozdz. 37.
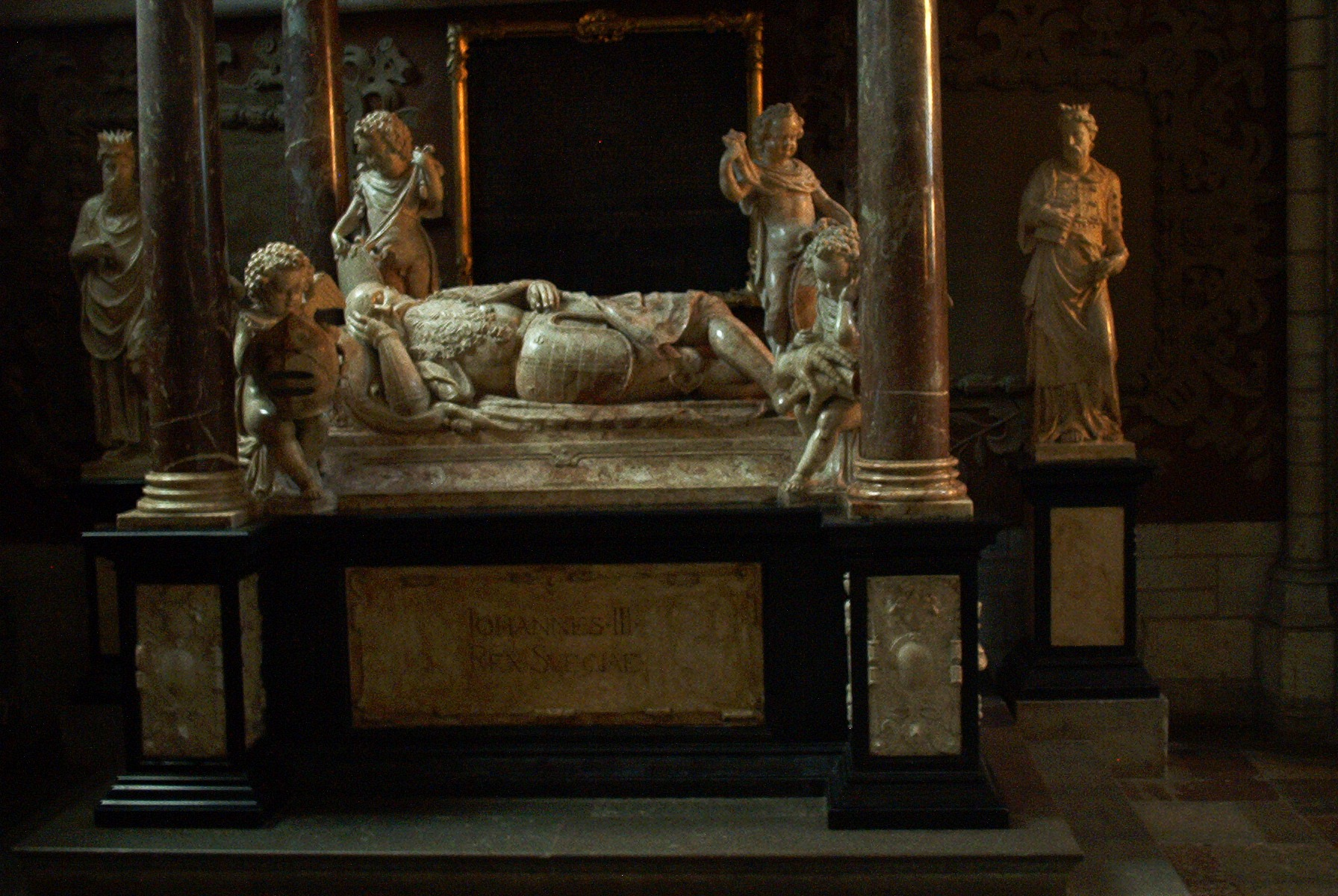
Nagrobek Jana III Wazy w katedrze w Uppsali.
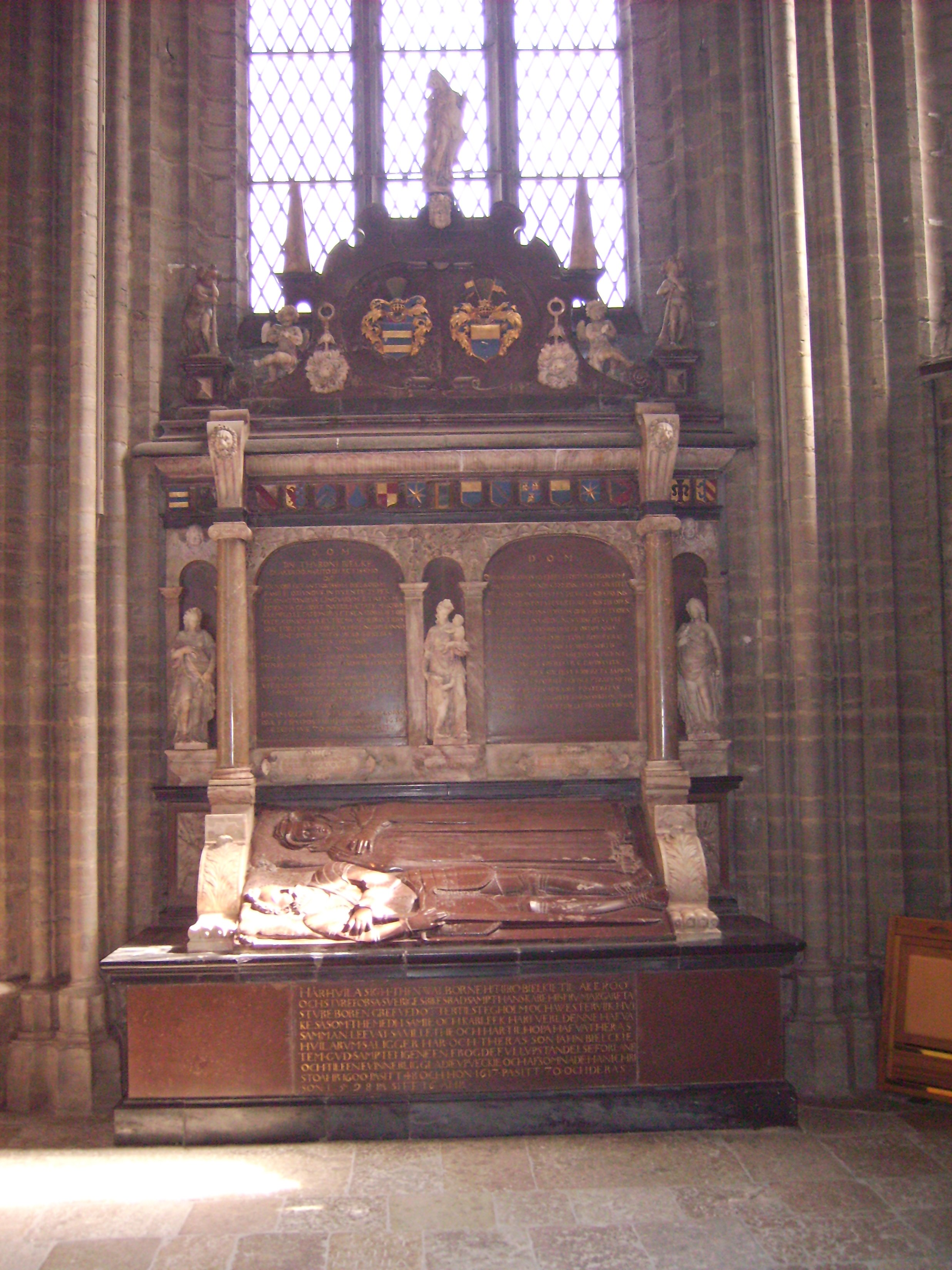
Nagrobek Ture Bielke i jego żony w katedrze w Linköping.

## Niektóre dzieła przypisywane W. van den Blockowi

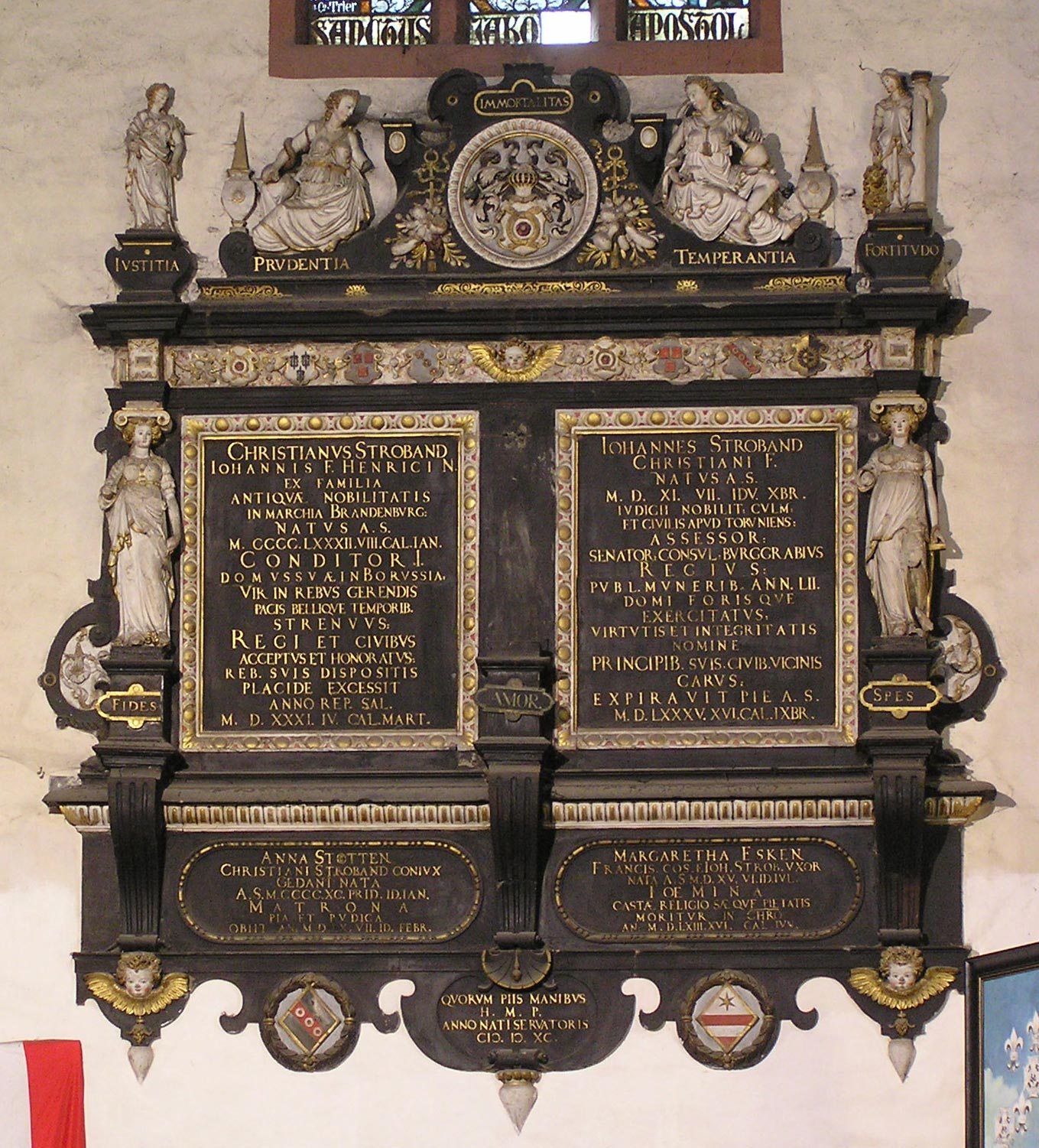
Epitafium Chrystiana i Jana Strobandów, kościół Wniebowzięcia Najświętszej Marii Panny w Toruniu, ok. 1590

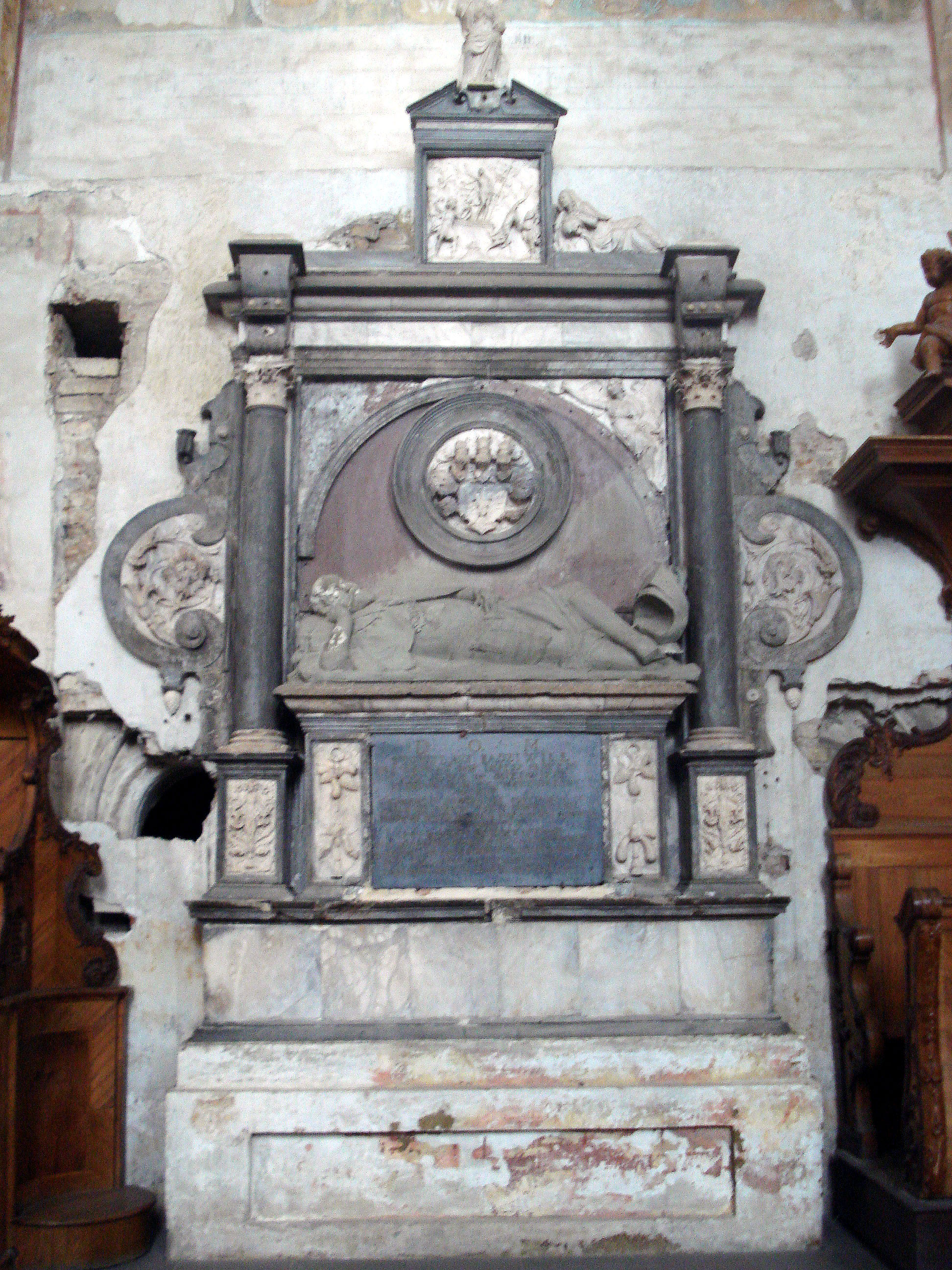
Grób Stanisława Radziwiłła, kościół św. Franciszka i św. Bernarda w Wilnie

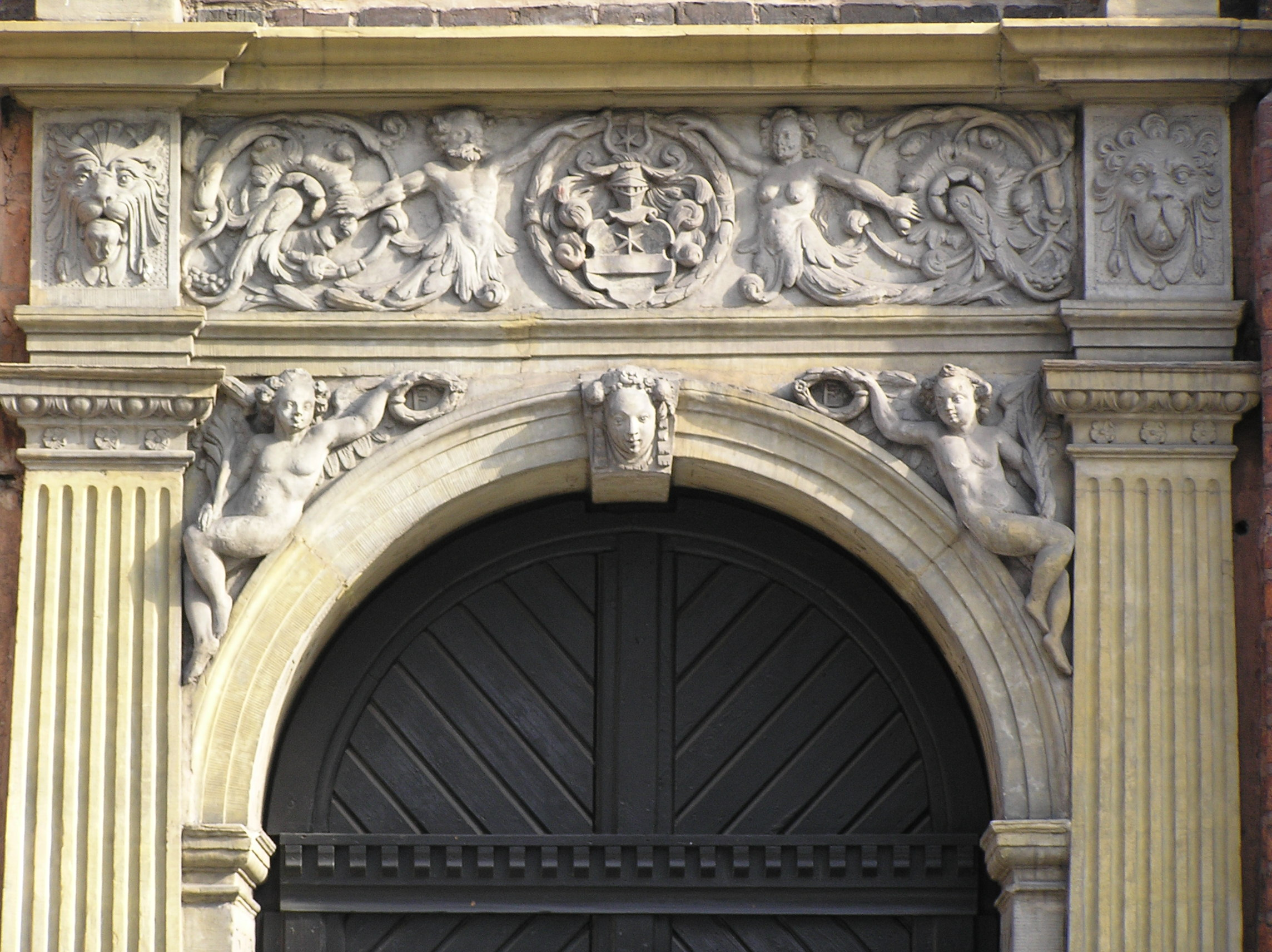
Portal Domu Eskenów w Toruniu

### epitafia
- Doroty i Jana Brandesów w kościele Mariackim w Gdańsku, 1588.

W epitafium Brandesów, rodziny patrycjuszowskiej z Gdańska, van den Blocke odwołuje się do wzorów Cornelisa Florisa. Charakterystyczne dla stylu van Blocke’a są w tym epitafium wydłużone kariatydy, kolista wić roślinna, modelunek szat, fryz pałeczkowy i kanelowane konsole z lwimi maskami. W porównaniu z dziełami Florisa, u van den Blocke’a popiersia zyskują zdecydowaną dominację nad inskrypcją.
- Krzysztofa von Dohna w katedrze św. Kanuta w Odense w Danii, 1586
- Walentego Bodeckera w kościele św. Mikołaja w Elblągu, 1587
- Strobandów w kościele Wniebowzięcia NMP w Toruniu, 1590. Występował tam motyw wydłużonych kanelowanych konsoli, choć bez lwich główek, kariatydy w kontrapoście, alegoryczne postaci wiary, nadziei i miłości. Charakterystyczne dla stylu artysty były fryzy pałeczkowe i ornament astragalowy.

### nagrobki
- Kosów w kościele pocysterskim w Oliwie, 1600 albo ok. 1620
- Marcina z Berzewic w Lisnowie pod Brodnicą, 1592 (zniszczony w 1939 r.)
- cenotaf Andrzeja i Baltazara Batorych w kościele pofranciszkańskim w Barczewie, 1598
- Piotra Tarnowskiego w kolegiacie w Łowiczu, 1604
- Stanisława Radziwiłła w kościele pobernardyńskim w Wilnie, 1618–1623

### portale kamienic
- przy Długiej 55 w Gdańsku (koniec XVI wieku), obecnie w Dworze Bractwa św. Jerzego
- Domu Eskenów przy Łaziennej 16 w Toruniu[4]